# Helmut Meyer (Politiker)
Helmut Meyer (* 28. September 1928 in München; † 25. August 2012 ebenda) war Verwaltungsbeamter und SPD-Vorsitzender in München sowie Abgeordneter des Bayerischen Landtags.

## Leben
Meyer legte im Frühjahr 1947 in München das Abitur ab und studierte ebendort Jura und Volkswirtschaft. Nach juristischem Referendariat und Promotion war er von 1956 bis 1959 im Bayerischen Kultusministerium und danach bis 1961 als stellvertretender Leiter der bayerischen Hauptfürsorgestelle tätig. Im Februar 1961 wechselte er in das Schulreferat der Landeshauptstadt München, zunächst als Leiter der Rechts- und Verwaltungsabteilung, später als Stadtdirektor und Vertreter des Stadtschulrates.
Im Februar 1970 wurde Meyer zum Vorsitzenden des SPD-Unterbezirks München gewählt. Sein Amtsantritt war geprägt von internen Richtungskämpfen, bei denen Meyer als Exponent des linken Flügels und Gegner des amtierenden Münchner SPD-Oberbürgermeisters Hans-Jochen Vogel hervortrat. Nach einer Rücktrittsdrohung von Vogel wählten die Delegierten des Unterbezirks Meyer und die übrigen Vorstandsmitglieder ab. Meyer kandidierte nachfolgend im Stimmkreis München-Altstadt zum Bayerischen Landtag und zog in der siebten Wahlperiode direkt, in der achten und neunten Wahlperiode über die Wahlkreisliste Oberbayern in das Landesparlament ein. Er gehörte dem Bayerischen Landtag von Dezember 1970 bis Oktober 1984 an und war dort in allen drei Perioden Mitglied im Ausschuss für Staatshaushalt und Finanzfragen, in seinen letzten zwei Perioden war er nichtberufsrichterliches Mitglieder des Bayerischen Verfassungsgerichtshofs.

## Veröffentlichungen
- Die Rechtsstellung der Arbeitnehmervertreter im Aufsichtsrat der Montan-Aktiengesellschaften; Dissertation, München 1954
- Gesetz über Berufsschulen und Berufsaufbauschulen, Kommentar; Gemeinde- und Schulverlag Bavaria, München 1964
- Kommentar zum Volksschulgesetz; Gemeinde- und Schulverlag Bavaria, München 1967